# Verneuil-Grand
 Verneuil-Grand  es una población y comuna francesa, en la región de Lorena, departamento de Mosa, en el Distrito de Verdún y cantón de Montmédy.

## Demografía
| 211 | 177 | 156 | 140 | 164 | 201 |
| Para los censos de 1962 a 1999 la población legal corresponde a la población sin duplicidades (Fuente: INSEE [Consultar]) |     |     |     |     |     |